# Isola Emerald (Alaska)
Emerald ("isola di smeraldo") è una piccola isola del gruppo delle Fox nell'arcipelago delle Aleutine orientali e appartiene all'Alaska (USA).
Si trova al largo della punta sud-occidentale di Unalaska. Il suo nome è dovuto al colore brillante dell'erba che la ricopre d'estate
.